# CHM-Montalivet
Pour les articles homonymes, voir CHM et Monta.
Placé au sud de la commune de Vendays-Montalivet, sur le littoral du Médoc à 85 kilomètres au nord-ouest de Bordeaux, le Centre héliomarin de Vendays-Montalivet (dit CHM  ou « Monta ») est le plus ancien centre de vacances naturiste familial du monde ; jouxtant loisirs naturistes et balnéaires, le centre ouvre en 1950 pour être rapidement présenté comme un modèle international. C’est là qu’est signé l’acte de fondation de la Fédération naturiste internationale (en 1953).

## Histoire d’un naturisme «populaire»

### Une initiative de 1949
Si le « bain nu » peut apparaître localement comme une tradition, ce sont les fondateurs des « Clubs du Soleil » (CS), Christiane et Albert Lecocq, qui poussent les initiatives nationales en direction d’entreprises locales audacieuses de tourisme naturiste, ceci afin de répondre à un marché économique porteur durant cette période de démocratisation des loisirs ; dès 1949, avec l’aide d’Henri Jeanne, son représentant local, et le soutien du CS de Bordeaux et de la Fédération française de naturisme (FFN), Albert Lecocq obtient de la commune de Vendays-Montalivet un bail pour 24 hectares sur un terrain situé à proximité de la plage. Celui-ci a alors pour objectif de compléter les 70 hectares de l’île du Levant qui paraissent insuffisants. Si l’entente remonte au 23 juillet 1950, le conseil municipal approuve le règlement du « camping de naturisme »  seulement le 1er décembre.

### L’aménagement des années 1950
Le camp est alors aménagé sur un terrain dévasté par les flammes et il ne se compose que de cinq modestes bungalows au début de l’été 1951 (bien qu’il attire déjà quelque 500 campeurs). Commence alors l’expansion du site qui devient un véritable village de 50 hectares. C'est en 1956, que le site a été ouvert aux non-membres et qu’un ensemble de tentes est mis en place dans le nouveau village dit « Océanien ». En 1957, le « Centre de Vacances » ouvre avec 150 bungalows à louer et plus de trente familles propriétaires mais le naturisme ne peut être pratiqué que dans la limite du camp et de la plage, les deux restant séparés par une zone « textile ». Tout au long des années 1950, le centre s’élargit et devient véritablement populaire. En 1959, il y a 300 bungalows et plus de 10 000 personnes passent au cours de l'été ; enfin, le 15 août 1961, un record est atteint avec plus de 3500 pratiquants sur place. Au fil des années, les installations sont modifiées avec l’arrivée d’un restaurant à côté de la plage et des lieux de divertissement dans la zone résidentielle puis un magasin d'alimentation (à l'origine totalement végétarien), une bibliothèque… 

### L’âge d’or: les années 1970
La configuration actuelle du site est atteinte dans les années 1970 quand le CHM triple ses dimensions pour couvrir plus de 150 hectares et accueillir 20 000 personnes par an. « Monta » se divise dès lors en 60 hectares de bungalows, 40 hectares pour le camping, 20 pour le sport, autant pour la marche à pied et la plage. Au début des années 1970 sont construits les Thermes et la première piscine. En 1975, le centre Euronat est créé sur une commune avoisinante pour former une vaste extension de l’espace camping et de la plage. L’organisation de ces sites apparaît comme une variante « autogestion » car, jusque dans les années 1980, ce sont des volontaires qui se chargent de la sécurité, du contrôle d’accès et de l’entretien (en échange d’une place de camping voire d’un accès à la discothèque « Le Pénélope »…).

### La SOCNAT
Depuis 1950 le Centre Hélio-Marin de Montalivet était géré via une association de type loi 1901.
En 1954, l’aspect commercial présent dans la gestion de ce grand centre de vacances va nécessiter un changement de statut juridique et la création par Albert Lecocq d'une société anonyme (SA) à conseil d’administration. Sa dénomination sociale est « Société de financement des centres de nature » SOCNAT.
En 1961 c'est la création d'héliomonde à Saint Chéron sur 47 hectares, le premier centre de vacances naturiste d'Ile-de-France, la SOCNAT lui laissera son autonomie en 1995.
En 1974, la SOCNAT exploite le camping et les bungalows de "La chataîgneraie" dans les gorges de l’Ardèche Ce camping n'existe plus.
En 1980, La Vie au soleil annonce l'exploitation naturiste de l'hôtel Saladi-Beach (65 chambres et 19 bungalows) en Grèce, et pour avril 1981 l'ouverture du camping El-Portus en Espagne  par la SOCNAT.
En 1999, la SOCNAT est rachetée par un investisseur immobilier non-naturiste, Didier Vacher.
Le 21 février 2011, la SOCNAT devient la filiale naturiste du groupe Promeo , elle disposait d’un capital de 1 206 983,08 €. Son siège social est établi au CHM de Montalivet. 
Le 14 janvier 2014 Vacalians du Groupe Promeo fait l'acquisition du camping naturiste le Clapotis en Languedoc Rousillon (230 emplacements sur 6,5 hectares).
En 2015 la SOCNAT gère le CHM de Montalivet, le centre de vacances naturiste de la Genèse et celui du Clapotis et entretient un partenariat avec les campings du Petit Arlane et des Aillos.

### Appellation
Le Centre Hélio-Marin de Montalivet ou CHM de Montalivet est le nom officiel du centre, mais il est finalement peu employé. En effet, la dénomination la plus courante est « CHM Monta » qui fait ressortir le côté affectif et convivial et qui est utilisée aussi bien par les habitués que dans les documents de communication, c’est-à-dire les en-têtes de lettres, les documents d’appel, les plans…

## Équipements et publics

### Une vingtaine de «villages»

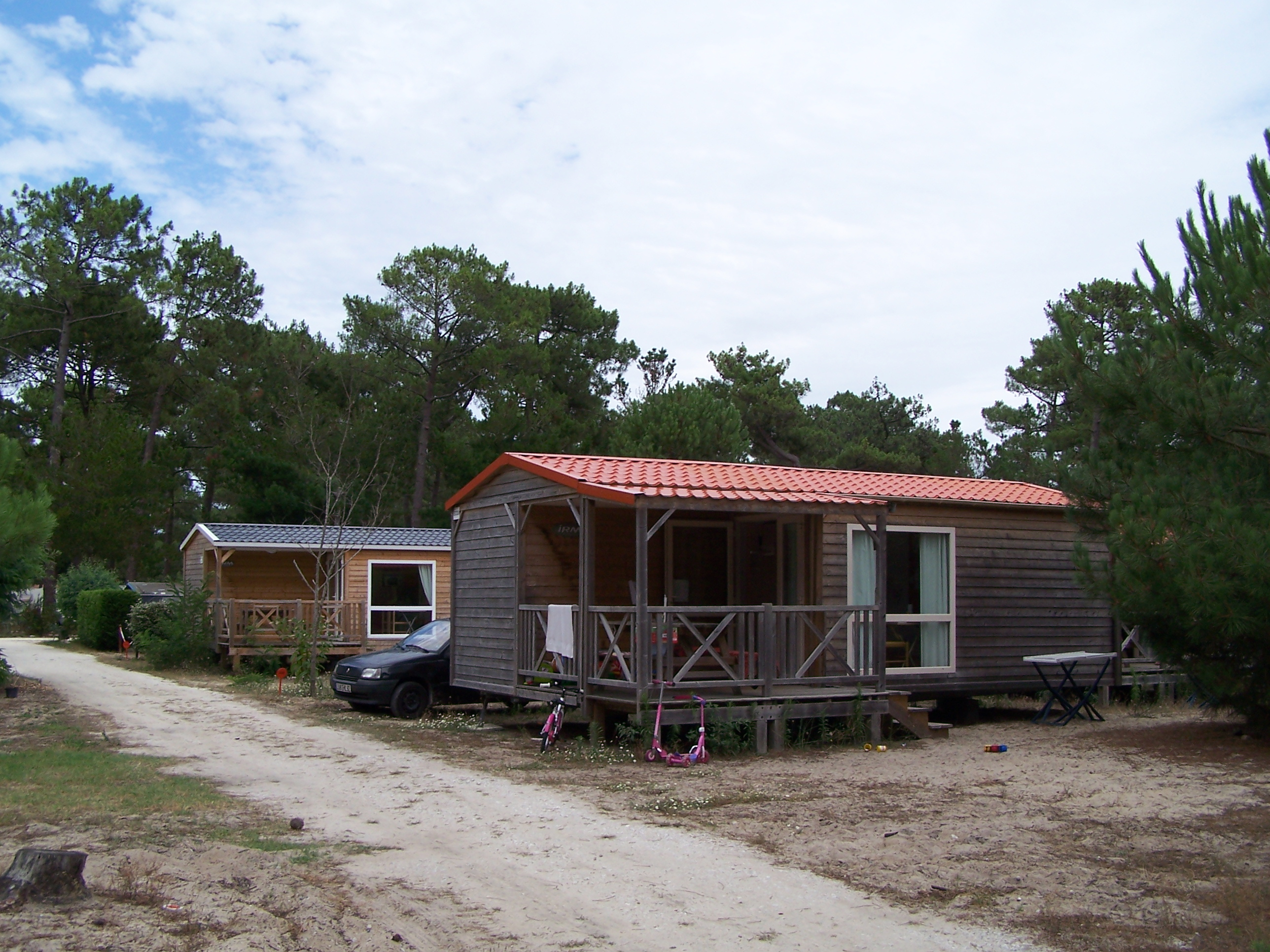
Village Écureuil

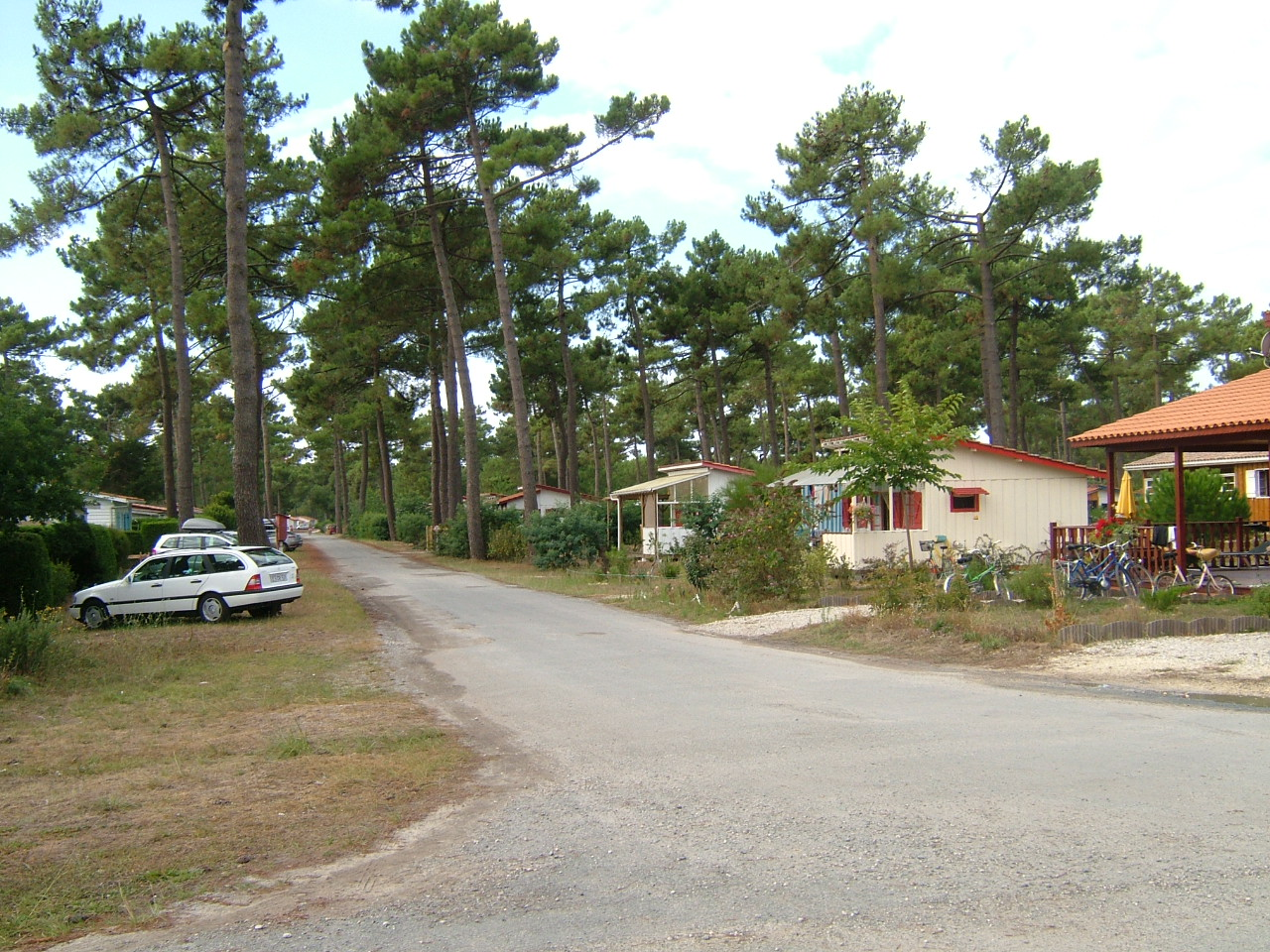
Village Basque

Sur une étendue de 175 hectares et longeant près de trois kilomètres de plages, le centre s’organise comme une petite agglomération de 10 000 habitants. Les habitations se répartissent en une vingtaine de villages distribués par 12 kilomètres de routes intérieures et constitués de bungalow ou Mobil-home (1000) ainsi que d’emplacement réservés aux caravanes (960) et tentes (260). Chaque « village » possède ses caractéristiques propres et bien des familles s’attachent à revenir chaque année dans le même village (Ajonc, Écureuil, Basque, Gascogne, Hawaï…).

### Lumière et mer, sports et loisirs
Le terme d’héliomarin rappelle le contexte naturiste de la fondation du centre : l’association de la lumière (hélio) et de la mer (marin) ; ces deux doctrines s’associaient également à la « culture physique » (gymnosophie), comme le montrent les importants équipements sportifs destinés à toute la famille : tennis, tir à l'arc, volley-ball, football ; auxquels s’ajoutent une vaste piscine avec toboggans, un centre de balnéothérapie. L'équipement s'adapte cependant à notre époque avec un centre commercial de vingt boutiques, un centre culturel avec bibliothèque, un théâtre-cinéma, et même trois restaurants.

### Des publics internationaux
Dans les années 1970, les statistiques montrent la diversité des visiteurs étrangers avec 37 % de Néerlandais, 24 % de Belges, 21 % d’Allemands, les autres venant d'Australie, de Nouvelle-Zélande et d’Amérique du Nord et du Sud. Aujourd’hui encore, les non-Français représentent 55 % des publics de Montalivet.
Quelques célébrités fréquentent le site, comme le photographe américain Jock Sturges qui trouve ici le cadre de certaines de ses œuvres figurant principalement des corps d’enfants et d’adolescents nus.
Les odonymes utilisés dans le camp pour nommer ses nombreuses voies, empruntent des noms de pays et continents du monde, rappelant ainsi cette fréquentation mondiale.

## Les valeurs du naturisme
Le naturisme est avant tout un art de vivre destiné à pratiquer une nudité partagée principalement dans un environnement social dédié. Il repose sur certaines valeurs morales comme le respect de soi même , des autres et de l'environnement mais aussi sur des principes de tolérance. Être naturiste c'est aspirer à une osmose avec les éléments et à gommer les différences sociales pour faire tomber les barrières sociétales et vivre en toute liberté, de corps, comme d'esprit. Il s'agit d'une véritable philosophie de vie offrant une autre vision sur le monde.